# Teatro Azul
O Teatro Municipal Joaquim Benite, também conhecido por Teatro Municipal de Almada ou Teatro Azul, situa-se na freguesia de Almada, do mesmo Município, em Portugal, inaugurado a 17 de Julho de 2005.
Edifício projectado pelos arquitectos Manuel Graça Dias, Egas José Vieira e Gonçalo Afonso Dias[carece de fontes?], consiste num edíficio na generalidade revestido a azul, que acompanha o declive do terreno e situa-se numa zona habitacional de média/alta densidade, predominantemente erguida nos anos 70.
Actualmente, depois do Centro Cultural de Belém (CCB), este teatro contém a segunda maior sala de Portugal[carece de fontes?].